# National Highway 41
National Highway 41 (NH 41) ist eine Hauptfernstraße im Bundesstaat Westbengalen im Nordosten des Staates Indien mit einer Länge von 51 Kilometern. Sie beginnt in Kolaghat südwestlich der Hauptstadt des Bundesstaats Kolkata am NH 6 und führt zum Hochseehafen Haldia am Mündungsarm Hugli des Ganges.